# Aldrig ska jag sluta älska dig
"Aldrig ska jag sluta älska dig" är en sång med musik av Jesper Winge Leisner och text av Jonas Gardell. Den skrevs till filmen Livet är en schlager från år 2000, där den sjöngs av Helena Bergströms rollfigur.

## Senare presentationer
Jonas Gardell framförde även låten som ett pausnummer under Melodifestivalen 2003, där han och Mark Levengood var programledare.
Gardell spelade senare själv in sången. Den gick då in på Svensktoppen, där den låg i 22 veckor under perioden 8 oktober 2006-11 mars 2007, innan den lämnade listan med andraplats som högsta placering. Tidigare har den bland annat sjungits av The Ark, Johanna Bjurenstedt och Lotta Engberg (2005).
Vid den roast som hölls för Henrik Schyffert med anledning av hans 40-årsdag på Intiman i Stockholm 3 mars 2008 framförde Gardell låten tillsammans med Stockholms Gaykör. Till detta tillfälle hade en speciell text skrivits, där Gardell och medlemmarna i kören mycket explicit förklarade hur de i fysiska termer önskade manifestera sin kärlek till festföremålet Schyffert.
I Dansbandskampen 2008 framfördes låten av Highlights, medan Ezzex orkester framförde den i Dansbandskampen året därpå.